# Dorchester, New Brunswick
Dorchester är en ort i Kanada.   Den ligger i provinsen New Brunswick, i den östra delen av landet, 900 km öster om huvudstaden Ottawa. Dorchester ligger 40 meter över havet och antalet invånare är 1 167.
Terrängen runt Dorchester är platt. Närmaste större samhälle är Sackville, 9,7 km öster om Dorchester. 
I omgivningarna runt Dorchester växer i huvudsak blandskog. Runt Dorchester är det mycket glesbefolkat, med 4 invånare per kvadratkilometer.